# Loutráki (kommunhuvudort)
Loutráki (Loutraki) är en kommunhuvudort i Grekland.   Den ligger i prefekturen Nomós Korinthías och regionen Peloponnesos, i den sydöstra delen av landet, 60 km väster om huvudstaden Aten. Loutráki ligger 11 meter över havet och antalet invånare är 11 564.
Terrängen runt Loutráki är varierad. Havet är nära Loutráki åt sydväst. Runt Loutráki är det ganska glesbefolkat, med 45 invånare per kvadratkilometer. Närmaste större samhälle är Korinth, 4,8 km sydväst om Loutráki. 